# Fjodor Petrowitsch Uwarow

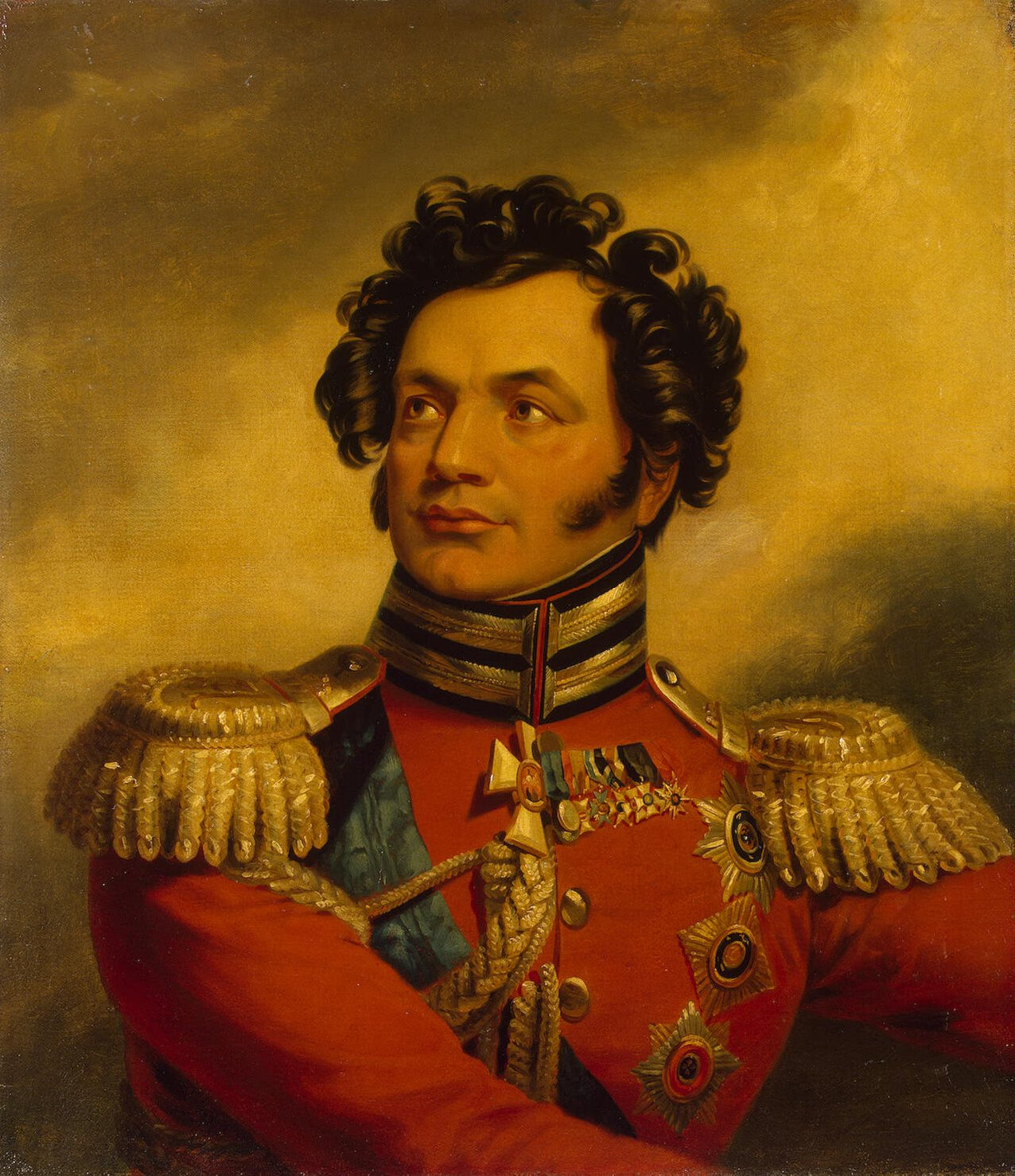
Porträt von Fjodor Petrowitsch Uwarow

Fjodor Petrowitsch Uwarow (russisch Фёдор Петрович Уваров; wissenschaftliche Transliteration Fëdor Petrovič Uvarov, * 16. Apriljul. / 27. April 1769greg.; † 20. Novemberjul. / 2. Dezember 1824greg. in Sankt Petersburg) war ein russischer General und Kavallerie-Kommandeur, sowie Vertrauter von Zar Alexander I.

## Frühes Leben und Kindheit
Uwarow wurde 1769 als Sohn einer armen Adelsfamilie geboren. Schon früh in seiner Kindheit bestimmte sein Vater Peter Uwarow, dass sein Sohn eine militärische Laufbahn einschlagen sollte. Er begann seinen aktiven Dienst allerdings erst mit 19 Jahren, da er aufgrund einer schweren Krankheit seines Vaters dazu gezwungen war, auf dem Gut der Familie zu bleiben. Schließlich ging er 1788 gegen den Willen seiner Familie nach St. Petersburg um seinen Dienst anzutreten.

## Militärische Laufbahn

### Vor 1800
In St. Petersburg wurde Uwarow zum Hauptmann eines Infanterie-Regiments ausgebildet, welches schließlich in die Provinz Orjol verlegt wurde, um dort auf seinen Einsatz im russisch-schwedischen Krieg zu warten. Dazu kam es aber nicht, da Uwarow 1790 zu einem Dragoner-Regiment nach Smolensk versetzt wurde. 1792–94 befand sich Uwarow unter General Suworow in Polen, wo er im Kościuszko-Aufstand gegen polnische Rebellen kämpfte. Im für die russische Garnison desaströsen Aufstand von Warschau, konnte er sich erfolgreich behaupten und seinem Dragoner-Regiment gelang es, sich als eines der wenigen Regimenter, geordnet zurückzuziehen, woraufhin er befördert wurde.
1798 zog Uwarow nach Moskau, wo er Kontakte zu anderen Adeligen, unter anderem der Zarenfamilie, knüpfte. 1799 wurde er schließlich zum Generalmajor befördert. 1801 beteiligte er sich möglicherweise an einer Verschwörung um den späteren Zar Alexander I. gegen Paul I., was ihm Alexanders Gunst einbrachte.

### Napoleonische Kriege
1805 befehligte Uwarow in der Schlacht bei Austerlitz ein Kavalleriekontingent, mit welchem er erfolgreich den Rückzug der russisch-österreichischen Armee sicherte. Außerdem nahm er 1807 an der Schlacht bei Friedland teil und war beim Frieden von Tilsit anwesend.

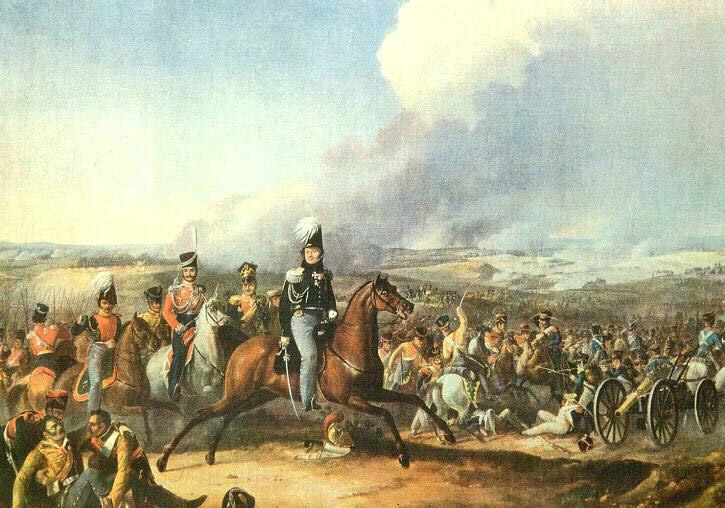
Gemälde des Angriffs der Uwarow-Kavallerie in der Schlacht bei Borodino

Ab 1810 kämpfte er im Russisch-Türkischen Krieg. Im Jahre 1812 schloss er sich schließlich der russischen Armee um General Kutusow an und kämpfte im selben Jahr bei der Schlacht um Smolensk und Schlacht bei Borodino. Bei Borodino führte er eine überraschende Kavallerieattacke auf die linke Flanke der Franzosen, welche deren Entwicklung gegen das russische Zentrum verzögerte und beinahe deren Linien durchbrach. Somit kaufte Uwarow der russischen Infanterie im Zentrum wichtige Zeit, um sich zu reorganisieren. Manche Historiker sehen diese Kavallerieattacke als eine verpasste Möglichkeit die Schlacht zu gewinnen, wenn die russische Armee nicht ihre Reserven zurückgehalten hätte.
Auch beim Französischen Rückzug aus Russland nahm er an verschiedenen Gefechten teil. Unter anderem an der Schlacht bei Tarutino, bei welcher er mit überraschenden Kavalleriemanövern versuchte, den Franzosen unter Marschall Murat den Rückzug abzuschneiden.
1813 beteiligte er sich an der Völkerschlacht bei Leipzig, nach der er aufgrund seiner brillanten, überraschenden Attacken zum General der Kavallerie befördert wurde. Des Weiteren erhielt er im Lauf seiner Karriere mehrere Orden und Auszeichnungen wie den Russischen Orden des Heiligen Georg. Von 1821 bis zu seinem Tod war er schließlich noch Befehlshaber des Gardekorps.
Am 20. November 1824 starb Uwarow nach schwerer Krankheit im Beisein seiner Untergebenen und des Zars.